# Hipólito da Costa
Hipólito José da Costa Pereira Furtado de Mendonça (Colônia do Sacramento, 13 de agosto de 1774 — Londres, 11 de setembro de 1823) foi um jornalista, maçom e diplomata brasileiro, patrono da cadeira 17 da Academia Brasileira de Letras.

## Biografia
Nascido na Colônia do Sacramento, então domínio da Coroa portuguesa (hoje pertencente ao Uruguai), Hipólito era filho de família abastada do Rio de Janeiro.
Filho de Félix da Costa Furtado de Mendonça, alferes de ordenanças da Capitania do Rio de Janeiro, e sua mãe Ana Josefa Pereira, natural de Sacramento. Após Sacramento ser devolvido à Coroa espanhola em 1777, sua família instalou-se em Pelotas, no Rio Grande do Sul, onde passou a sua adolescência. Fez os seus primeiros estudos em Porto Alegre, concluídos em Portugal, na Universidade de Coimbra, onde se formou em leis, filosofia e matemática (1798).
Recém-formado, foi enviado como diplomata pela Coroa portuguesa aos Estados Unidos e ao México, para onde embarcou em 16 de outubro de 1798, com a tarefa de conhecer a economia destes dois países e as novas técnicas industriais aplicadas pelos norte-americanos. Viveu nos Estados Unidos por dois anos onde, em Filadélfia, veio a ingressar na maçonaria, o que influenciou a sua vida posterior.

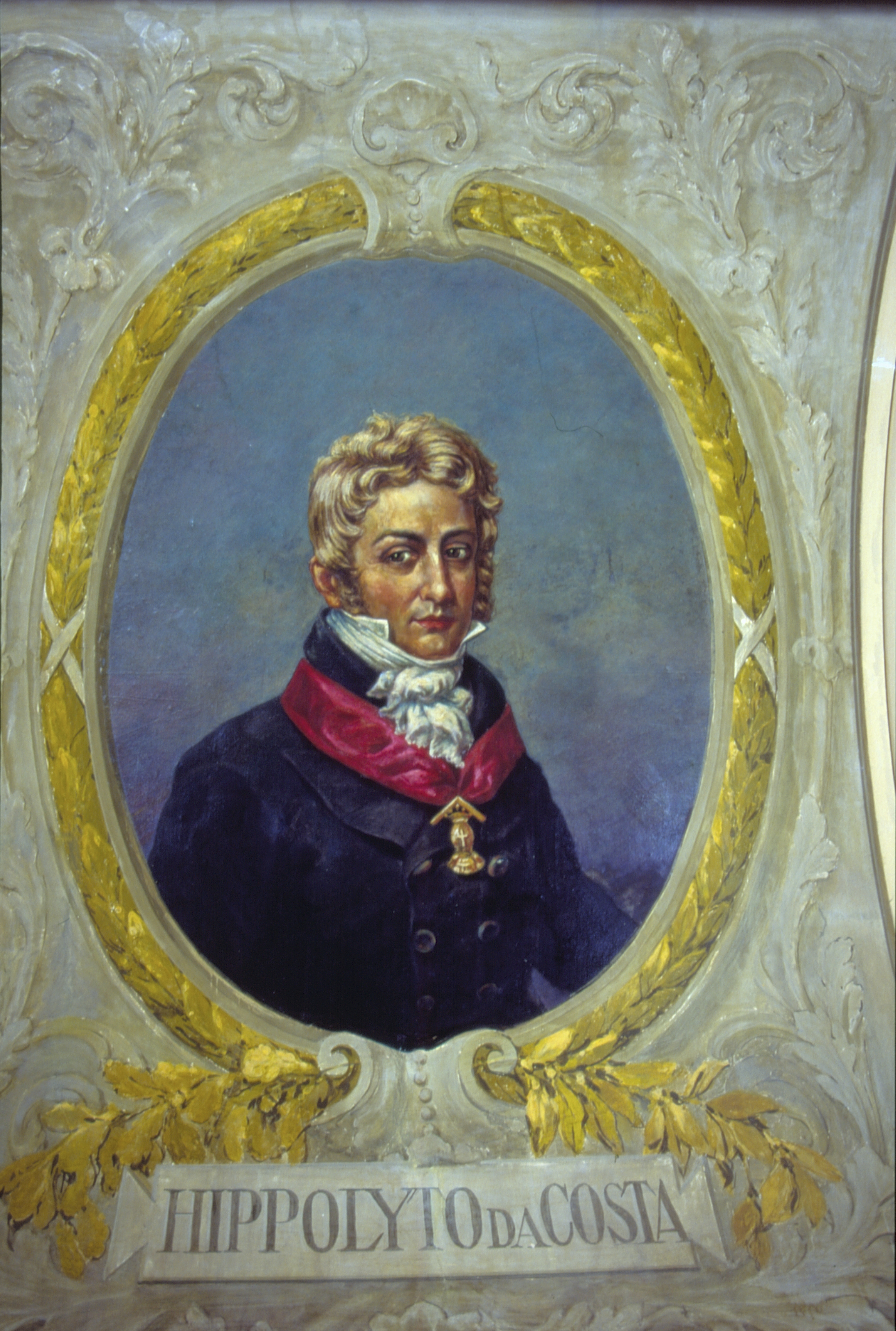
Hipólito José da Costa, por Domenico Failutti.

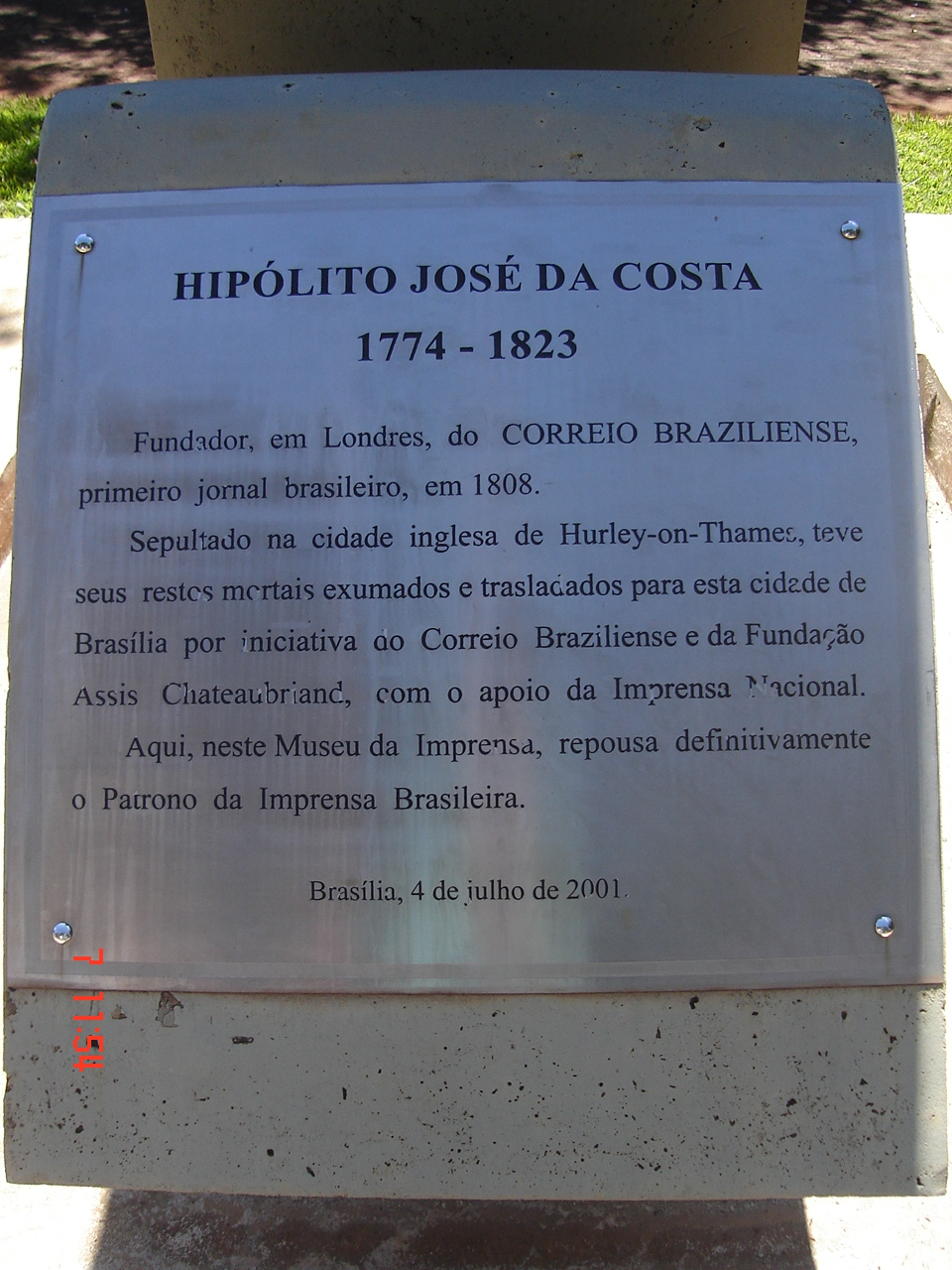
Lápide no Jardim do Museu da Imprensa

De volta ao reino, viajou a serviço da Coroa Portuguesa para Londres em 1802, com o objetivo declarado de adquirir obras para a Real Biblioteca e maquinário para a Imprensa Régia. Ocultamente, entretanto, um de seus motivos eram também de estabelecer contatos entre as lojas maçônicas portuguesas e o Grande Oriente em Londres.
Três ou quatro dias após o seu retorno ao reino foi detido pela Inquisição por ordem de Diogo Inácio de Pina Manique, sob a acusação de disseminar as ideias maçônicas na Europa. Encaminhado às celas do Tribunal do Santo Ofício, onde permaneceu até 1805, logrou evadir-se para a Espanha sob um disfarce de criado, com o auxílio dos seus irmãos maçons. De lá passou para a Grã-Bretanha, onde se exilou sob a proteção do príncipe Augusto Frederico, duque de Sussex, o sexto filho de Jorge III do Reino Unido e grão-mestre da maçonaria inglesa.
Na Inglaterra, obtêm a nacionalidade inglesa com a ajuda do Duque de Essex, adquirindo ações do Banco da Escócia, o que imediatamente lhe outorgava tal direito. Casa em 1817 com Mary Ann Troughton da Costa com quem tem 3 filhos, além de já ter tido um filho com Mary Anne Lyons ou Symons.
Obteve a condição de estrangeiro neutralizado, um estrangeiro residente com alguns direitos políticos. De Londres passou a editar regularmente aquele que é considerado o primeiro jornal brasileiro: o Correio Braziliense ou Armazém Literário, que circulou de 1 de junho de 1808 a 1823 (29 volumes editados, no total).
Com esse veículo, passou a defender as ideias liberais, entre as quais as de emancipação colonial, dando ampla cobertura à Revolução liberal do Porto de 1820 e aos acontecimentos de 1821 e de 1822 que conduziriam à Independência do Brasil.  Seu principal inimigo era Bernardo José de Abrantes e Castro, conde do Funchal, embaixador de Portugal em Londres, que chamou ao Correio: "Esta terrível invenção de um jornal português na Inglaterra", vindo a editar um periódico contra ele, que circularia até 1819 (O Investigador Portuguez em Inglaterra).
Em 1812 fez um acordo secreto com a Coroa portuguesa, que previa a compra de um determinado número de exemplares do jornal e um subsídio para o próprio jornalista, em troca de moderação nas suas críticas contra a monarquia.
Morreu em 1823, sem chegar a saber que fora nomeado cônsul do Império do Brasil em Londres. No Brasil é considerado o patrono da imprensa. Em Porto Alegre foi homenageado emprestando seu nome ao Museu de Comunicação Social Hipólito José da Costa. Estava sepultado em St. Mary the Virgin, em Hurley, condado de Berkshire; mas em 2001 seus restos mortais foram trasladados para Brasília. Atualmente seus restos mortais estão nos Jardins do Museu da Imprensa Nacional.
Em 2010 seu nome foi inscrito no Livro de Aço dos heróis nacionais depositado no Panteão da Pátria e da Liberdade Tancredo Neves.
Seu irmão, José Saturnino da Costa Pereira, foi Senador do Império do Brasil e Ministro da Guerra.

## Obras
- 1799: Diário de minha viagem para Filadélfia (1798-1799) (publicado postumamente em 1955)
- 1800: Descripção da arvore assucareira, e da sua utilidade e cultura (Lisboa)
- 1800: Descripção de huma maquina para tocar a bomba á bordo dos navios sem o trabalho de homens (Lisboa)
- 1808-1822: Correio Braziliense (Londres)
- 1809: História de Portugal (Londres)
- 1811: Narrativa da perseguição de Hippolyto Joseph da Costa Pereira Furtado de Mendonça … prezo, e processado em Lisboa pelo pretenso crime de framaçon ou pedreiro livre (Londres)
- 1811: A narrative of the persecution of Hippolyte Joseph da Costa Pereira Furtado de Mendonça, a native of Colonia-do-Sacramento, on the River La Plata; imprisoned and tried in Lisbon, by the Inquisition, for the pretended crime of free-masonary… (Londres);
- 1811: Nova gramática portuguesa e inglesa (Londres);
- 1820: Sketch for the History of the Dionysian Artificers (Londres);
- 1863: Cartas sobre a franco-maçonaria (Amsterdã);
- 1955: Copiador e registro das cartas dirigidas a d. Rodrigo de Sousa Coutinho (Rio de Janeiro);
- 1992: O Amor d'Estranja, peça de teatro (Lisboa);

## Traduções
- 1801: Ensayos politicos, economicos e philosophicos, de Benjamin Thompson, Conde de Rumford, (Lisboa);
- 1801: Historia breve e authentica do Banco de Inglaterra, de T.Fortune, (Lisboa);
- 1801: Memoria sobre a bronchocele, ou papo da America septentriona, de Benjamin Smith Barton, (Lisboa);

## Descendência
Hipólito da Costa teve duas descendências: uma brasileira e uma inglesa. Hipólito foi filho de Félix da Costa Furtado de Mendonça e Ana Josefa Pereira de Mesquita. Seus avós por parte de pai eram José Antônio da Costa Soares e Ana Maria Furtado de Mendonça; e os avós por parte de mãe eram Vicente Pereira e Magdalena Martins Pinto de Mesquita. Teve como irmãos o padre Felício Joaquim da Costa Pereira e o senador José Saturnino da Costa Pereira.
Na descendência brasileira, Hipólito da Costa teve um filho com Mary Anne Lyons]] (ou Mary Anne Symons), e teve um filho chamado Félix José da Costa. Félix foi enviado para o Brasil para ser cuidado pelo irmão (José Saturnino) quando o seu pai foi casar com Mary Ann Troughton da Costa. Félix (1ª geração - filho) casou com uma brasileira (não identificada nos registros históricos) e teve como filho João Manuel Simões da Costa. João Manuel (2ª geração - neto) casou com Cândida Ladeira Simões da Costa e tiveram como filho o Manuel Hipólito Simões da Costa. Manuel Hipólito (3ª geração - bisneto) por sua vez casou com Prisciliana Ladeira Hipólito Simões da Costa, os quais tiveram 6 filhos.
A descendência brasileira de Hipólito da Costa encontra-se atualmente na 8ª geração (heptanetos) sendo a mais recente membro da família a menina Ana Lourdes, nascida em 2008.
A descendência inglesa de Hipólito da Costa tem origem com o seu casamento com a inglesa Mary Ann Troughton da Costa, filha de Richard Troughton e Elizabeth Ap-Rice. Hipólito e Mary Ann tiveram três filhos: Augusta Carolina (que casou com Adolphus Charles Troughton), Anne Shirley (que casou com Whitworth Porter) e Augusto Frederico (que não casou). A única filha a deixar descendentes foi Anne Shirley, que teve como filhos Reginald da Costa Porter (que casou com Margareth Ewyn Wefferies) e Catherine da Costa Porter (que casou com Charles Robert Crosse). Reginald e Margareth tiveram como filhos Reginald Adolphus Zouch (que casou com Stephanie Sellon) e Barbara Anne (que casou com Ernest Sellon); e Catherine com Charles tiveram como filhos Reginaldo Meredith (que casou com Ethel Bedingfield Kelly), Jeanette Annie (que casou com Alan Lockyer Prynne), Whitworth Charles (que casou com Aenid Isabel Lewes), e Mary da Costa (que casou com Arthur Sydney Bates). Não existem informações precisas sobre a descendência de Hipólito depois da 5ª geração inglesa

## Academia Brasileira de Letras
O patronato da cadeira 17 da academia foi escolhido por seu fundador, Sílvio Romero, e coube à memória de Hipólito da Costa este posto. Honrava a academia a figura do iniciador da imprensa brasileira.